# Chung kết Cúp bóng đá châu Đại Dương 1973
Chung kết Cúp bóng đá châu Đại Dương 1973 là trận đấu cuối cùng của Cúp bóng đá châu Đại Dương 1973. Trận đấu được diễn ra vào ngày 24 tháng 2 năm 1973 ở Auckland. New Zealand giành chiến thắng với tỷ số 2–0 trước Tahiti.

## Trận đấu
| New Zealand     | 2–0 | Tahiti |
| --------------- | --- | ------ |
| Taylor · Marley |     |        |